# Tachinaephagus congoensis
Tachinaephagus congoensis är en stekelart som beskrevs av Subba Rao 1978. Tachinaephagus congoensis ingår i släktet Tachinaephagus och familjen sköldlussteklar. Inga underarter finns listade i Catalogue of Life.